# Louis Vigneron
Pour les articles homonymes, voir Vigneron (homonymie).
Louis Vigneron né le 10 avril 1827 à Bercy et décédé le 21 août 1871 à Boulogne-sur-Mer, fut un maître d'arme et entraineur de boxe française.

## Biographie
Tireur redoutable, doué d’une force prodigieuse, il acquit une solide réputation en boxe française et en canne de combat à partir de 1850 en battant un dénommé Rambaud dit "la résistance", un élève de Charles Lecour, dans une rencontre organisée par Louis Leboucher. À Paris, il ouvrit une salle chez un marchand de vin, au pied des faubourgs de Ménilmontant avant de s’installer au 6, rue Waux-Hall. Il fut également vainqueur du premier combat boxe française/boxe anglaise contre l'anglais Dickson en 1854. En 1856 l'impératrice Eugénie de Montijo fait décréter l'interdiction de la boxe française. Louis Vigneron dissimule alors son enseignement dans une gymnastique théâtrale. Dans ce cadre, il fait le spectacle lors de nombreuses soirées « d’Adresse Française » jusqu'à la levée de l'interdiction en 1860. Louis Vigneron se fera battre par Joseph Charlemont lors d'un assaut qu'ils disputèrent le 8 décembre 1867.
Louis Vigneron trouve la mort le 22 août 1871, lors d'une de ses démonstrations publiques où il réalisait un exercice de foire qui consiste à tirer un coup de canon à partir d’une pièce d’artillerie qu’il portait sur son dos.
Il est enterré au cimetière du Père-Lachaise (division 62).